# エア・コメット (チリ)
エア・コメット・チリ (Air Comet Chile) はチリの首都サンティアゴ・デ・チレを拠点とする国内航空会社。スペインの旅行会社マルサンス・グループの子会社で、2004年にAerolíneas del Surとして創立した。

2008年10月末より運航を停止している。
7機のボーイング737-200を使って国内各地を結んでいた。